# Molophilus bidens
Molophilus bidens är en tvåvingeart som beskrevs av Alexander 1923. Molophilus bidens ingår i släktet Molophilus och familjen småharkrankar. Inga underarter finns listade i Catalogue of Life.